# Колесніков Євгеній Михайлович
Євгеній Михайлович Колесніков (14 листопада 1935) — московський геохімик, с.н.с. кафедри геохімії геологічного факультету МДУ. Дослідник космохімії Тунгуського метеориту. На його честь названо астероїд 14354 Kolesnikov (1987 QX7).

## Біографія
- 1958, закінчив фізичний факультет Казахського національного університету ім. Аль-Фарабі, Алма-Ата
- 1961-64, аспірантура Геологічного інституту АН СРСР[ru], Москва, спеціальність “Прикладна ядерна фізика” (науковий керівник — професор В. В. Чердинцев[3]).
- Канд. техн. наук (1966)
- 1964-74, лабораторія космохімії, Інститут геохімії й аналітичної хімії ім. В. І. Вернадського (рос. ГЕОХИ)
- 1974-84, Всесоюзний НДІ мінеральної сировини[ru] (рос. ВИМС)
- з 1984 с.н.с. кафедри геохімії геологічного факультету[ru] МДУ

Має понад 130 наукових публикацій у галузі ізотопної геохімії, космохімії та геохронології. Ним було проведено численні ізотопно-геохронологічні дослідження на геологічних об'єктах Росії, Казахстана, Куби, В'єтнама та ін. країн. Зокрема, було доведено межовий крейдяно-палеогеновий вік (66 млн. років) Карської астроблеми (діаметр 110 км), яка виявилася одним із трьох одновікових гігантських метеоритних кратерів на Землі. Це підтверджує катастрофічну гіпотезу глобального вимирання живих організмів (зокрема динозаврів) на цій стратиграфічній межі.

## Дослідження космохіміїТунгуського метеориту
… Запропонував метод перевірки термоядерної та анігіляційної гіпотез Тунгуської катастрофи та отримав експериментальне доведення, що Тунгуський вибух не міг мати ядерної природи.